# 九龍楊氏宗祠
九龍楊氏宗祠位於四川省廣元市旺蒼縣，文物遺址年代判定為清。2012年7月16日公佈為第八批四川省文物保護單位。
九龍楊氏宗祠位於四川省廣元市旺蒼縣九龍鄉玉台村1社，坐西向東，占地面積約1000平方公尺，建築面積約800平方公尺。建於清乾隆四十一年（1776），由前廳，正廳，南、北廂房組成，均系穿斗梁架，單簷歇山式屋頂，小青瓦屋面。前廳呈八字形，素面台基，寬11公尺，高0.4公尺，面闊3間10公尺，進深3.5公尺，高4公尺；正廳，素面台基，寬20公尺，高1公尺，置5級踏道，面闊5間18.5公尺，進深9.3公尺，高7.13公尺；廂房，素面台基，寬12公尺，高0.3公尺，面闊3間10公尺，進深4公尺，高5公尺。正廳明間上方匾額周圍鏤空雕8條彩繪龍飾，上方作斗拱造型；正廳坎牆呈八字形，廂房與前廳相對獨立；前廳外有兩石獅，基座長1.6公尺，寬1.2公尺，高1公尺，獅高1.18公尺，前置9級石臺階；南、北建桅杆，六邊形基座，邊長0.6公尺，高1.2公尺。九龍楊氏宗祠為研究該區域祠堂建築類型和建築特點提供了實物材料。2010年，九龍楊氏宗祠被旺蒼縣人民政府公佈為縣級文物保護單位。